# Oorlogsmonument Hartebrugkerk
Het oorlogsmonument Hartebrugkerk is een gedenkteken in de Nederlandse stad Leiden, ter nagedachtenis aan de Tweede Wereldoorlog.

## Achtergrond
De R.K. Kerk Onze Lieve Vrouwe Onbevlekt Ontvangen, beter bekend als Hartebrugkerk, is een 19e-eeuwse kerk in Leiden. Tijdens de oorlog werden de bronzen klokken door de bezetter geconfisqueerd en omgesmolten. Ter herdenking aan deze gebeurtenis en andere oorlogshandelingen werd in mei 1949 in de boogtrommel boven de entree van de kerk een keramisch reliëf geplaatst. Het verbeeldt Christus tussen de soldaten en lijdende burgers. Het gedenkteken is ontworpen door de kunstenaar Jules Rummens en werd gebakken bij het Atelier St. Joris in Beesel.

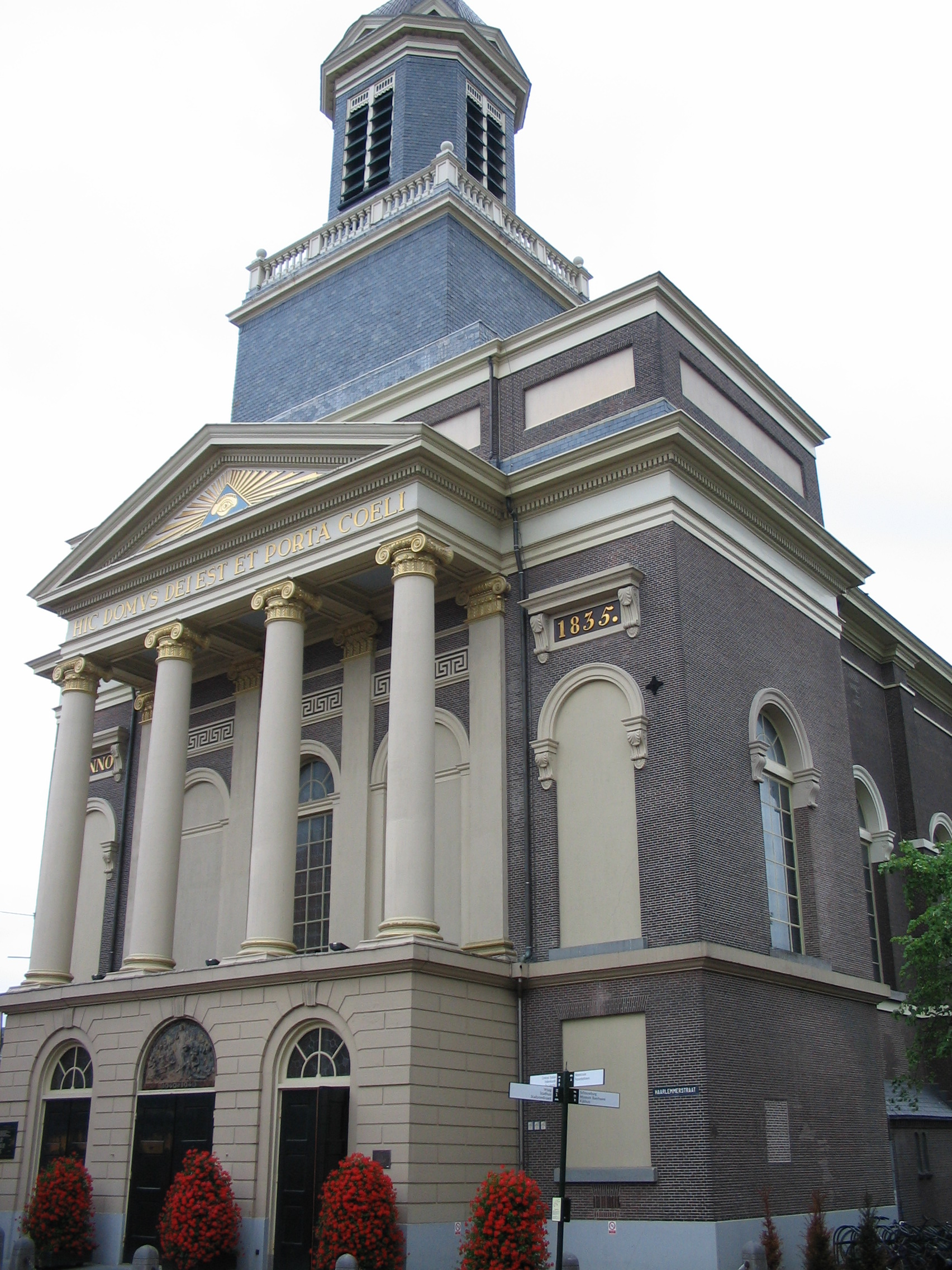
Vooraanzicht van de kerk

## Beschrijving
Het reliëf is van gebakken klei, geglazuurd in diverse tinten bruin, beige, zachtgeel en blauw. Centraal staat Christus met aureool en in zijn linkerhand een kruisstaf. Hij houdt zijn rechterhand zegenend geheven. Aan Christus' linkerkant is een groep Nederlandse soldaten te zien, aan zijn rechterkant de burgerbevolking. Het gezelschap is geplaatst tegen de contouren van een stad, met daarboven twee vliegtuigen. Het randschrift luidt: 

IK BEN DE WEG DE WAARHEID EN HET LEVEN
1940 = 1945